# Bangui
Bangui é a capital e a maior cidade da República Centro-Africana (ou simplesmente Centráfrica). Localiza-se no sudoeste do país. Para fins administrativos internos no país, Bangui forma uma comuna autônoma cercada pela prefeitura de Ombella-M'Poko.
Com uma área de 67 quilômetros quadrados, a comuna de Bangui é a menor divisão administrativa de alto nível do país, mas a mais alta em termos de população. Tinha uma população estimada de 889.231 em 2020. É composta por oito distritos urbanos (arrondissements), 16 grupos (agrupamentos) e 205 bairros (quartiers).
Como capital da República Centro-Africana, Bangui atua como centro administrativo, comercial e comercial. A Assembleia Nacional, edifícios governamentais, bancos, empresas estrangeiras e embaixadas, hospitais, hotéis, principais mercados e a Prisão Central de Ngaragba estão todos localizados na cidade.
Foi fundada em 1889 nas margens do rio Ubangui.

## História
A cidade foi fundada em 1889 na então colónia francesa "Alto Ubangui" (Haut-Oubangui). A cidade cresceu ao redor do posto militar francês no rio Ubangui. Em 29 de dezembro de 1903	o Alto Ubangui é fundido com a colónia francesa Alto Chari, formando a colónia do Ubangui-Chari. Bangui passou a servir como centro administrativo da colónia francesa do Ubangui-Chari a partir de 1906.
Em 1º de janeiro de 1958, com a proclamação da independência da República Centro-Africana, foi declarada capital do novo país.
Em 1981, a cidade foi posta em estado de sítio no golpe de Estado que sucedeu a contestação dos resultados das eleições nacionais e a instabilidade política causada pela Operação Caban, liderada pelos franceses.
Em maio de 1996, cerca de 200 soldados da República Centro-Africana se amotinaram na cidade de Bangui, exigindo salários em atraso e a renúncia de Ange-Félix Patassé. Na sequência, os soldados amotinados saquearam e provocaram mortes em tumultos na cidade. Em seguida, as tropas francesas estacionadas no país reprimiram a rebelião e restauraram o poder do presidente Patassé. Um segundo motim militar em Bangui estourou logo depois, levando o presidente Patassé a anunciar um governo de unidade nacional, nomeando como primeiro-ministro o professor e ex-embaixador centraficano na França Jean-Paul Ngoupandé.
Em março de 2003, o general François Bozizé marchou com cerca de 1000 militares em Bangui, enquanto o presidente Ange-Félix Patassé estava em uma conferência regional no Níger. Os combates em Bangui centraram-se na captura do aeroporto internacional e do palácio presidencial, consumando o golpe de Estado de 2003.
Quando Michel Djotodia tomou o poder com um golpe de Estado, as tropas Seleka levaram a cabo as batalhas de março de 2013 em Bangui, com confrontos deixando várias dezenas de mortos entre as tropas de segurança. À medida que o país caía gradualmente na violência civil em 2013, milicianos anti-balaka entraram em Bangui, iniciando a batalhas de 2013 e 2014 em Bangui.
Em 13 de janeiro de 2021 Bangui foi atacada por cerca de 200 rebeldes numa tentativa fracassada de derrubar o governo.

## Geografia

### Clima
| Dados climatológicos para Bangui (381 m) (1931-1955)  | Dados climatológicos para Bangui (381 m) (1931-1955) | Dados climatológicos para Bangui (381 m) (1931-1955) | Dados climatológicos para Bangui (381 m) (1931-1955) | Dados climatológicos para Bangui (381 m) (1931-1955) | Dados climatológicos para Bangui (381 m) (1931-1955) | Dados climatológicos para Bangui (381 m) (1931-1955) | Dados climatológicos para Bangui (381 m) (1931-1955) | Dados climatológicos para Bangui (381 m) (1931-1955) | Dados climatológicos para Bangui (381 m) (1931-1955) | Dados climatológicos para Bangui (381 m) (1931-1955) | Dados climatológicos para Bangui (381 m) (1931-1955) | Dados climatológicos para Bangui (381 m) (1931-1955) | Dados climatológicos para Bangui (381 m) (1931-1955) |
| Mês                                                   | Jan                                                  | Fev                                                  | Mar                                                  | Abr                                                  | Mai                                                  | Jun                                                  | Jul                                                  | Ago                                                  | Set                                                  | Out                                                  | Nov                                                  | Dez                                                  | Ano                                                  |
| ----------------------------------------------------- | ---------------------------------------------------- | ---------------------------------------------------- | ---------------------------------------------------- | ---------------------------------------------------- | ---------------------------------------------------- | ---------------------------------------------------- | ---------------------------------------------------- | ---------------------------------------------------- | ---------------------------------------------------- | ---------------------------------------------------- | ---------------------------------------------------- | ---------------------------------------------------- | ---------------------------------------------------- |
| Temperatura máxima recorde (°C)                       | 37,2                                                 | 38,8                                                 | 39,5                                                 | 38,0                                                 | 38,6                                                 | 35,8                                                 | 34,3                                                 | 34,4                                                 | 35,9                                                 | 35,7                                                 | 36,7                                                 | 36,2                                                 | 39,5                                                 |
| Temperatura máxima média (°C)                         | 32,9                                                 | 33,9                                                 | 33,5                                                 | 32,9                                                 | 31,9                                                 | 30,9                                                 | 29,9                                                 | 29,9                                                 | 30,6                                                 | 30,7                                                 | 31,4                                                 | 31,8                                                 | 31,7                                                 |
| Temperatura média (°C)                                | 26,0                                                 | 27,1                                                 | 27,4                                                 | 27,1                                                 | 26,5                                                 | 25,3                                                 | 25,1                                                 | 25,1                                                 | 25,4                                                 | 25,5                                                 | 25,7                                                 | 25,7                                                 | 26,0                                                 |
| Temperatura mínima média (°C)                         | 19,5                                                 | 20,2                                                 | 21,3                                                 | 21,4                                                 | 21,1                                                 | 19,7                                                 | 20,3                                                 | 20,3                                                 | 20,2                                                 | 20,2                                                 | 20,0                                                 | 19,3                                                 | 20,3                                                 |
| Temperatura mínima recorde (°C)                       | 13,0                                                 | 13,1                                                 | 16,2                                                 | 14,4                                                 | 16,0                                                 | 16,5                                                 | 15,0                                                 | 17,0                                                 | 17,2                                                 | 17,3                                                 | 16,9                                                 | 13,8                                                 | 13,0                                                 |
| Precipitação (mm)                                     | 20                                                   | 39                                                   | 116                                                  | 142                                                  | 167                                                  | 134                                                  | 174                                                  | 240                                                  | 185                                                  | 190                                                  | 89                                                   | 24                                                   | 1 520                                                |
| Dias com precipitação                                 | 2                                                    | 5                                                    | 10                                                   | 12                                                   | 14                                                   | 13                                                   | 14                                                   | 17                                                   | 16                                                   | 17                                                   | 11                                                   | 4                                                    | 135                                                  |
| Umidade relativa (%)                                  | 70                                                   | 64                                                   | 71                                                   | 76                                                   | 79                                                   | 81                                                   | 83                                                   | 83                                                   | 83                                                   | 83                                                   | 81                                                   | 75                                                   | 77                                                   |
| Insolação (h)                                         | 203                                                  | 201                                                  | 191                                                  | 184                                                  | 193                                                  | 158                                                  | 138                                                  | 138                                                  | 143                                                  | 158                                                  | 171                                                  | 220                                                  | 2 098                                                |
| Fonte: Deutscher Wetterdienst                         |                                                      |                                                      |                                                      |                                                      |                                                      |                                                      |                                                      |                                                      |                                                      |                                                      |                                                      |                                                      |                                                      |
| Fonte 2: Danish Meteorological Institute (apenas sol) |                                                      |                                                      |                                                      |                                                      |                                                      |                                                      |                                                      |                                                      |                                                      |                                                      |                                                      |                                                      |                                                      |

## Economia
Bangui funciona como um centro administrativo, comercial e cultural. Durante a Segunda Guerra Mundial, o país teve um acréscimo na taxa de exportações de matérias como a borracha, algodão, café, urânio e diamantes.
É sede de fábricas de têxteis, fábricas de lapidação de diamantes, produtos alimentícios, cerveja, calçados e sabonetes.

## Infraestrutura
A cidade abriga a Universidade de Bangui, inaugurada em 1970.
É servida pelo Aeroporto Internacional Bangui M'Poko.

## Cultura e lazer
Após a independência nacional, Bangui se tornou cada vez mais o centro da atividade social e cultural na região.
Seu mais portentoso edifício religioso é a Catedral de Notre-Dame, que também é a sé da Arquidiocese Católica Romana de Bangui.
No futebol, a mais porpular mobalidade esportiva da cidade, há a predominância, nos campeonatos nacionais, das equipas Association Sportive de Tempête Mocaf, Olympic Real de Bangui, Sporting Club de Bangui, TP USCA Bangui